# Морфологический род
Морфологический род в лингвистике — словоизменительный класс слова, характеристика парадигмы, показывающая, какого рода набор окончаний характерен для него.
Морфологический род в русском языке может совпадать, а может не совпадать с «согласовательным» родом. Например, слова «папа», «мужчина», «Вася», «парнишка» мужского рода, но женского морфологического рода.
Морфологический род можно приписывать не только именам существительным: так, слово «пять» — женского морфологического рода, слово «что» — среднего.
Термин «морфологический род» введен в работах Откупщикова и Фитиалова в 1964 г., и позднее заимствован Зализняком.